# Die Neunzehn
Die Neunzehn, auch Die Jugend unserer Väter (Originaltitel: Юность наших отцов, Junost naschich otzow), ist ein sowjetischer Spielfilm unter der Regie von Michail Kalik und Boris Ryzarew aus dem Jahr 1958 nach dem Roman Die Neunzehn (Originaltitel: Разгром, Rasgrom) von Alexander Fadejew aus dem Jahr 1927.

## Handlung
Es ist das Jahr 1919. Die junge Sowjetrepublik schlägt sich mit den Eindringlingen, die sie von allen Seiten umzingelt hat. Im fernen Osten schließt sich die Bevölkerung den Partisanen an. Dieser Film zeigt eine Episode von diesen Kämpfen. Es ist die Geschichte einer kleinen Partisaneneinheit von Bergarbeitern, die sich aus einfachen, gewöhnlichen Leuten zusammensetzt.
Iwan Moroska ist ein Partisan, der nach einem Auftrag, den er in der Stadt zu erledigen hatte, wieder zu seiner Einheit reitet, die in einem Dorf Unterkunft gefunden hat. Unterwegs trifft er auf eine andere Partisanengruppe, die von einer Weißen Einheit verfolgt wird und die auf der Flucht einen ihrer Kämpfer verletzt liegen lässt, den Moroska mit auf sein Pferd nimmt und ihm so das Leben rettet. Trotzdem bekommt er im Dorf Ärger, da sich herausstellt, dass er bei einem Bauern Melonen gestohlen hat. In der darauffolgenden Dorfversammlung entscheiden die Bauern, dass es eine Angelegenheit der Partisanen ist, da er zu ihnen gehört. Obwohl vom Partisan Dubow gefordert wird ihn zu entlassen, kommt er nach einer Entschuldigungsrede noch einmal davon.
Nach der Versammlung nimmt der Kommandeur Lewinson seinen Stellvertreter Baklanow zur Seite und erklärt ihm, dass bei Olga und Wladimiro-Alexandrowskoje japanische Truppen abgesetzt wurden. Ganz Sutschan ist von den Feinden eingenommen worden und nun besteht die Aufgabe der Partisaneneinheit darin, sich zum Tudo-Waks-Tal durchzuschlagen, um sich mit den Haupteinheiten zu vereinen. Am nächsten Tag wird die Einheit von dem gesamten Dorf verabschiedet. Doch schon in den ersten Kämpfen muss der Tross aufgegeben werden. Die Toten werden schnell begraben und die anderen machen sich auf den Weg in die Taiga zum Lazarett. Hier trifft Morosko auf seine Ehefrau Warja, die sich gerade mit dem verwundeten Pawel Metschik unterhält, den Moroska gerettet hat.
Während die Führer der Partisaneneinheit beschließen, einen Durchbruch durch die weißen Linien zum Tudo-Waks-Tal zu wagen, reitet Moroska in das nächste Dorf, um sich nach Proviant für die Leute und die Pferde umzusehen. Dort kann er nichts erreichen, denn es ist von den Kosaken besetzt. Also versuchen jetzt einige Männer wenigstens ein paar Fische zu fangen, bis sie weiter müssen, da der Feind naht. Der Partisan Meteliza erhält den Auftrag im nächsten Dorf zu erkunden, ob die Einheit es umgehen muss, oder dort durchreiten kann. Unterwegs trifft er einen Jungen, bei dem er sein Pferd lässt, um sich ungestört im Dorf umzusehen. Im Dorf beobachtet er in einem Haus mehrere Weißgardisten, die Karten spielen. Als er wieder verschwinden will, wird er von Soldaten entdeckt und festgenommen. Am nächsten Tag sollen die Dorfbewohner sagen, ob sie ihn kennen. Als sich keiner meldet, kommt ein Großbauer mit dem Jungen am Kragen und sagt, dass dieser das Pferd des Gefangenen bei sich hatte. Jetzt will ein Offizier den Jungen zum Reden bringen und würgt ihn. Das kann sich Meteliza nicht mit ansehen und springt dem Offizier in den Rücken. Während des anschließenden Kampfes greift dieser zu seiner Pistole und erschießt Meteliza.
Zur gleichen Zeit begibt sich die Partisaneneinheit auf den Weitermarsch, obwohl Meteliza nicht zurückkehrt. Unterwegs treffen sie auf eine Kolonne mit 60 Weißgardisten, der sie auflauern um sie zu überfallen. Als diese flüchten, reiten die Partisanen ihnen hinterher und suchen den Kampf, bis auf Pawel Metschik, der sich abseits des Geschehens im Wald versteckt. Auf dem Rückweg zu seiner Einheit trifft er auf Moroska, der um sein erschossenes Pferd trauert. Der Kampf gegen die Weißen ist erfolgreich und die Partisanen rücken in das Dorf ein, in dem Meteliza erschossen wurde. Nach einer Befragung der Bewohner wird der Großbauer, der den Jungen auslieferte, zur Strafe erschossen. Das ist für Metschik ein Anlass zu hinterfragen, ob die Schießerei denn überhaupt nie aufhört.
In der Nacht wird das Dorf von den Weißen überfallen und die Partisanen müssen fliehen. Nachdem sie die Verfolger abgehängt haben, marschieren sie weiter ihrem Ziel entgegen. Plötzlich werden sie durch einen Sumpf aufgehalten, in dem sie zu versinken drohen. Nach einem Moment der Hilflosigkeit befiehlt der Kommandeur Lewinson eine Faschine durch das Moor zu bauen. Während der Bergarbeiter-Zug Dubows sich darum kümmert, die Verfolger aufzuhalten, bauen die anderen unter der Leitung Baklanows den Damm durch den Sumpf. Nachdem die Partisanen den Sumpf überquert haben, sprengen sie die Faschine mit den nun schon darauf befindlichen Soldaten in die Luft und haben somit den Rücken frei. Um auf dem weiteren Weg sicher zu sein, schickt Lewinson eine Patrouille vor, der Metschik und Moroska angehören. Bei Gefahr sollen sie drei Schüsse abgeben. Als Metschik eine Gruppe weißer Soldaten sieht bekommt er es mit der Angst zu tun und flieht, allerdings ohne die verabredeten Schüsse abzugeben. Als erster reitet Moroska in die Falle, kann aber noch rechtzeitig die drei Schüsse abgeben, bevor er selbst erschossen wird. Jetzt bleibt den Partisanen nur noch ein Durchbruchsversuch durch die gegnerischen Linien, der unter sehr großen Verlusten gelingt. Der Rest der Einheit schafft nun den Weg zum Tudo-Waks-Tal.

## Produktion und Veröffentlichung
Dieser Schwarzweißfilm hatte am 14. Oktober 1958 in der Sowjetunion Premiere.
Anlässlich der Woche der deutsch-sowjetischen Freundschaft erlebte der Film unter dem Titel Die Neunzehn am 8. Mai 1959 in mehreren Berliner Kinos seine deutsche Premiere. Im Deutschen Fernsehfunk wurde der Film am 16. Dezember 1966 ausgestrahlt.

## Kritik
In der Kritik der Neuen Zeit schrieb G.S.:

„Studenten der Moskauer Filmhochschule setzten das erregende Geschehen des Buches in den gleichnamigen Film um, der ergreifende Szenen hat, der stellenweise bestechend gut fotografiert ist, der aber als Ganzes nicht überzeugt. Neben künstlerisch reifen Leistungen stehen dilettantisch schwerfällige Szenen; es fehlt der große Atem, eine oft verworrene, unübersichtliche Szenenfolge erschwert mitunter sogar das Verfolgen der Handlung.“

Das Lexikon des internationalen Films schreibt, dass dieser formal mäßige Kriegsfilm nur in einigen Episoden überzeugend sei.